# Rue de la Montagne-Savart
La rue de la Montagne-Savart est un axe de communication de Villemomble et de Gagny.

## Situation et accès

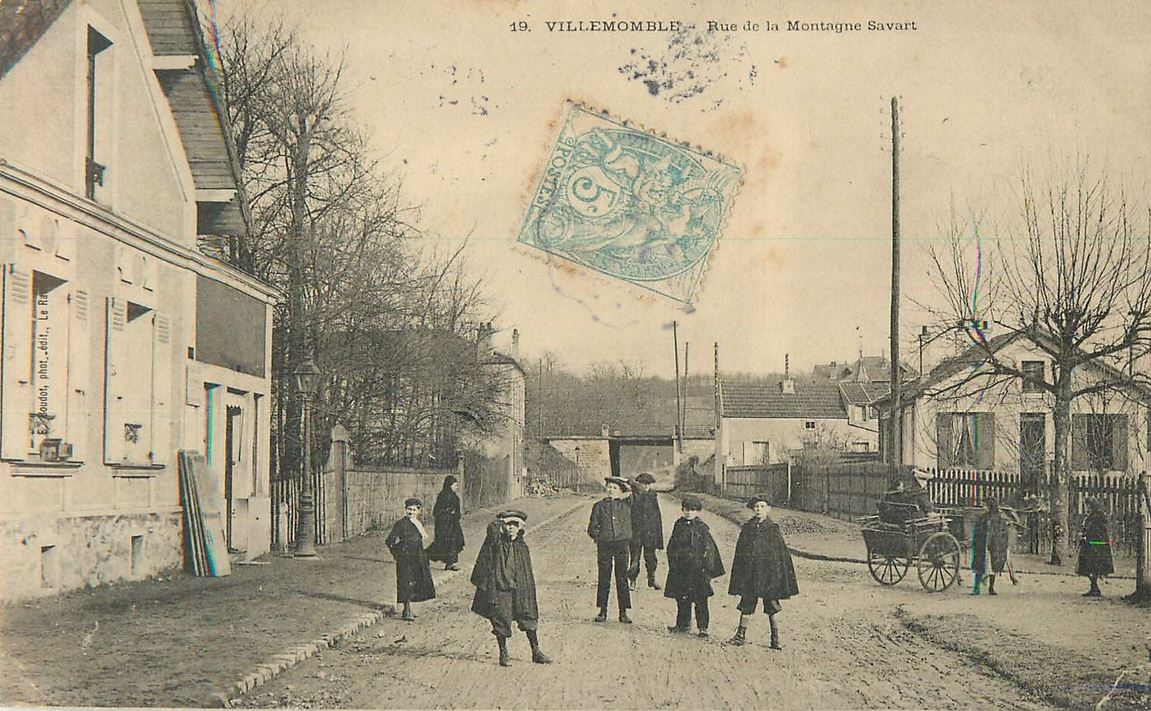
Rue de la Montagne-Savart au pont ferroviaire, dans les années 1900.

Cette rue part de la Grande-Rue, traverse tout d'abord le croisement de la rue Jeanne d'Arc et de l'avenue de la Bourdonnais, puis le carrefour du boulevard du Général-de-Gaulle et de l'avenue Lagache.
Ensuite, elle franchit en tunnel, la ligne de Paris-Est à Strasbourg-Ville.
Après l'avenue de la Station, elle passe la limite de la commune de Gagny. Elle traverse le croisement de l'avenue Joffre et de l'avenue Henri-Barbusse, et se termine au chemin des Bourdons, où dans son axe se trouve une voie appelée rue de la Montagne-Savart prolongée.

## Origine du nom

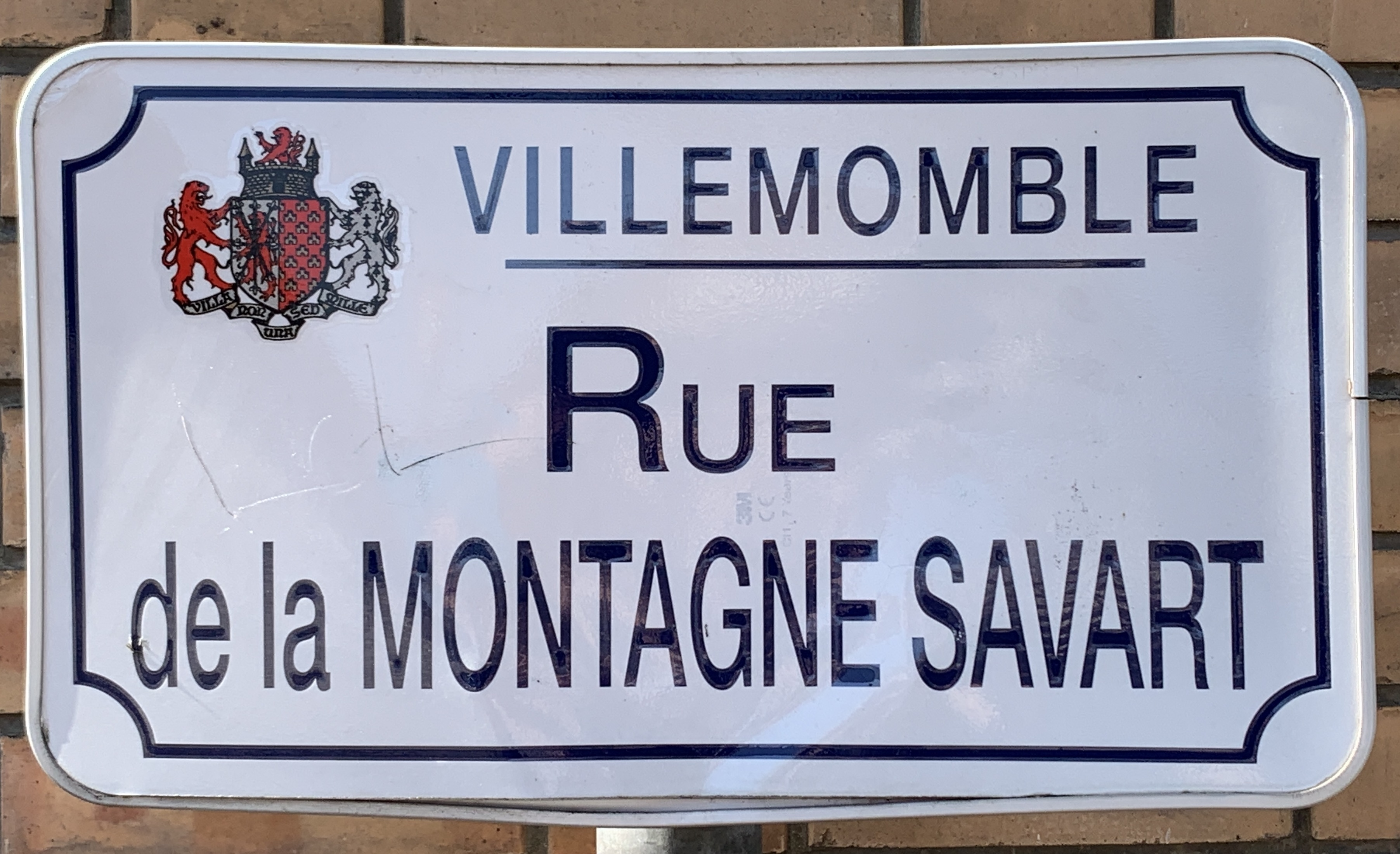
Plaque de la rue à Villemomble.

La Montagne-Savart est le nom d'une colline locale où se trouvent des carrières de pierre à bâtir qui exploitent la haute masse de gypse.
La rue de la Montagne-Savart-Prolongée, dans son axe sur quelques dizaines de mètres, aborde cette colline.

## Historique

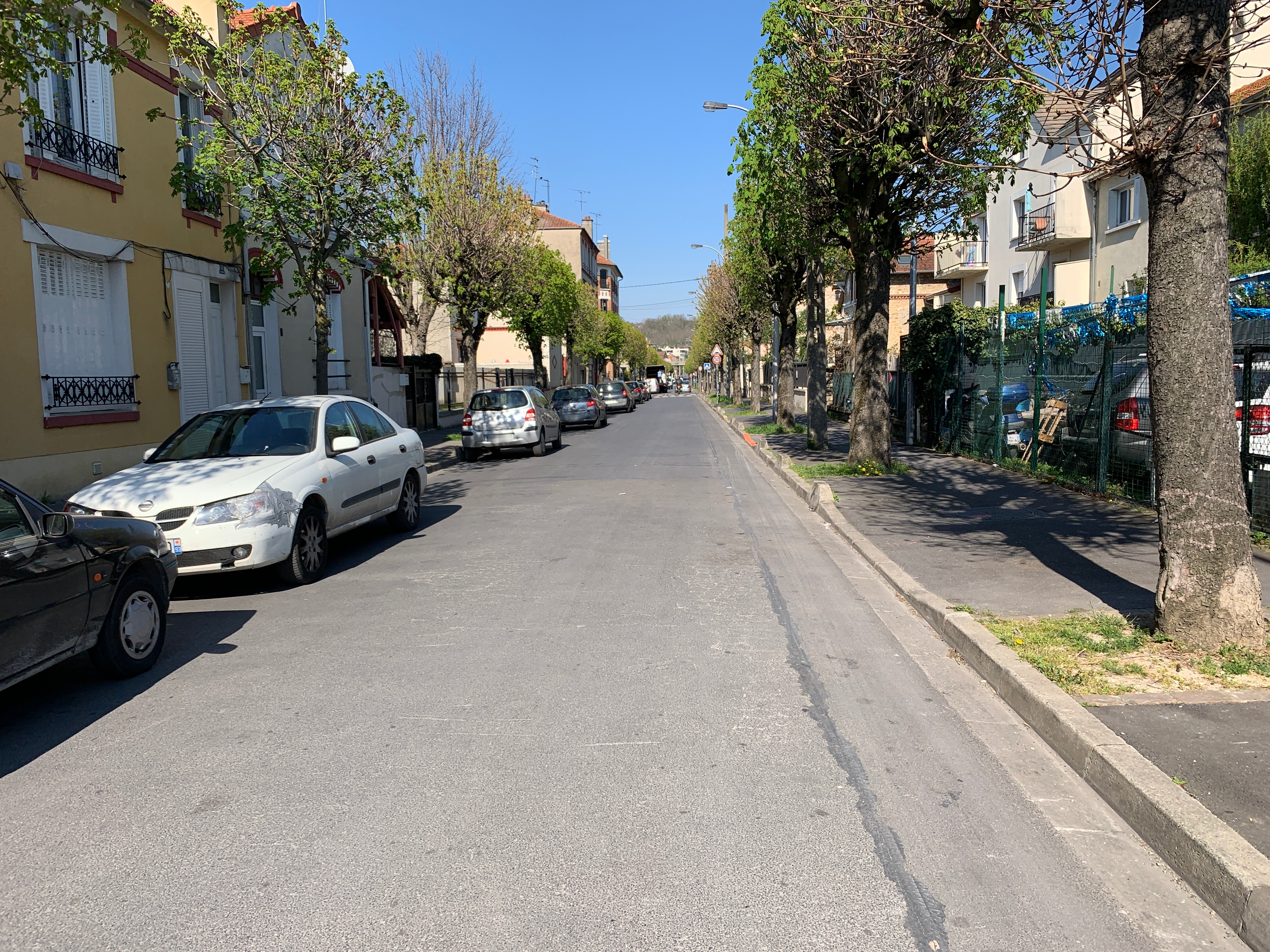
La rue à Villemomble en avril 2021.

L'ancien tracé de cette voie de communication partait du domaine de Launay à Villemomble, longeait la carrière de l'ouest, contournait le domaine de Maison-Rouge par l'ouest puis rejoignait au nord l'axe Noisy-Livry.
Elle s'est tout d'abord appelée avenue Savart, lors du lotissement du parc de Launay à la fin du XIXe siècle.

## Bâtiments remarquables et lieux de mémoire
- Ancien château de Launay, démoli en 1870.